# Initiative populaire fédérale sur les soins infirmiers
L'initiative populaire « Pour des soins infirmiers forts », appelée couramment initiative sur les soins infirmiers, est une initiative populaire fédérale suisse visant à améliorer la situation dans le domaine des soins. Elle est soumise à la votation populaire le 28 novembre 2021. 